# Latibulus nigrinotum
Latibulus nigrinotum är en stekelart som först beskrevs av Tohru Uchida 1936.  Latibulus nigrinotum ingår i släktet Latibulus och familjen brokparasitsteklar. Inga underarter finns listade i Catalogue of Life.